# Постольник Юрій Степанович
Юрій Степанович Постольник (народився 1 квітня 1925 в с. Іванівка (нині — с. Назаренки — помер 2008) Царичанського, нині Дніпровського району Дніпропетровської області) — український науковець-механік. Доктор фізико-математичних наук, професор.

## Життєпис
Учасник Другої світової війни, мав два поранення, нагороджений орденами «Вітчизняної війни» І ст., «Слави» ІІІ ст., «За мужність» ІІІ ст. та 16 медалями.
Студент (1948—1953) фізико-математичного ф-ту Дніпропетровського держуніверситету; аспірант (1953—1956) Інституту математики АН УРСР. Кандидат фіз.-мат. наук (1957). Педагогічну діяльність розпочав (1956—1959) на кафедрі будівельної механіки Дніпропетровського інституту інженерів транспорту. З 1959 р. працює в Дніпродзержинському вечірньому металургійному інституті (тепер — Дніпродзержинський державний технічний університет, ДДТУ) на кафедрі технічної механіки, яку очолював у 1966—1969 рр. Організатор і перший завідувач (1969—1990) кафедри будівельноїмеханіки. Захистив (1981) докторську дисертацію рос. «Вопросы нелинейной теории нагрева и охлаждения металла». Професор (1983). Помічник ректора з методичної роботи(1991—1994). З 1996 р. — професор кафедри теоретичної та прикладної механіки.

## Науковець
Відомий учений у галузях механіки деформівного твердого тіла, термомеханіки, металургійної теплотехніки. Засновник наукової школи з прикладної термомеханіки. Вперше (1970) впровадив відому «інженерну модель теплопровідності» в теорію термопружнопластичності. Узагальнив і сформулював основні засади металургійної термомеханіки. Визнаний засновник нелінійної прикладної термомеханіки. Розроблений математичний апарат (відомий як метод еквівалентних джерел Постольника) знайшов ефективне застосування в інженерній та науковій практиці.
Автор 12 книг, понад 300 статей, близько 130 доповідей на наукових конференціях. Основні праці: рос. «Приближенные методы исследований в термомеханике» (1984); «Основи металургійної термомеханіки» (у співавт., 1998); «Нелінійна прикладна термомеханіка» (у співавт., 2000); «Металургійна термомеханіка» (у співавт., 2002); рос. «Теоретические основы теплофизики и термомеханики в металлургии» (у співавт., 2005); «Інженерна термомеханіка: Навчальний посібник» (у співавт., 2006).
Підготував 5 докторів та 14 кандидатів наук.
Входив (1975—1985) до складу науково-методичної комісії при Міносвіти УРСР. Вчений секретар вченої ради ДДТУ (1991—2006). Член національних комітетів України зтеоретичної та прикладної механіки (1996) і технічної механіки (2002), Міжнародного союзу машинобудівників (2001). Лауреат премії ім. акад. О. В. Ликова НАН Білорусі(2005). Член редколегій журналів «ІФЖ» (ІТМО НАН Білорусі) та «Математичне моделювання» (ДДТУ). Нагороджений почесними грамотами Ради Міністрів СРСР, МОН України, Президії НАН Білорусі. Відмінник освіти України.

## Громадська діяльність
- Академік АН ВШ України (з 2007)